# Casal de Catalunya en Buenos Aires (edificio)
El edificio del Casal de Catalunya en Buenos Aires es una construcción de estilo neogótico-modernista catalán ubicada en la calle Chacabuco 863, en el barrio porteño de San Telmo. En 2014 fue declarado Monumento Histórico Nacional. Dentro del mismo funciona el Teatro Margarita Xirgu. 
El solar donde se ubica el edificio fue adquirido en 1889 por los catalanes Luis Castells y Sivilla y su esposa, quienes edificaron una construcción de estilo italianizante y la donaron al gobierno español. Allí se alojaron el Consulado General de España, la Cámara de Comercio Hispano-Argentina y dos entidades vinculadas a la colectividad catalana. En 1909 el matrimonio Castells adquirió una parcela contigua y construyó un edificio de dos plantas que en 1910 se unificó con la construcción primitiva. La obra estuvo a cargo del arquitecto catalán Eugeni Campllonch y del argentino Julián García Núñez.
En 1920 fue ampliada la planta alta, cerrando la terraza y refaccionando la fachada en una combinación de elementos del gótico florido y del modernismo catalán en la herrería y relieves decorativos sobre los dinteles de los ventanales. La fachada está compuesta por tres niveles y dos pequeñas torretas revestidas en símil piedra con aperturas rodeadas de piedra tallada. En el primer piso un balcón con herrerías une tres ventanales centrales. Las torretas laterales están unidas por un alero que, en su parte inferior, exhibe una serie de mayólicas con motivos catalanes. La refacción fue inaugurada en 1936. En 2005 la fachada fue sometida a una profunda restauración para recuperar el aspecto original.

## Distribución interior

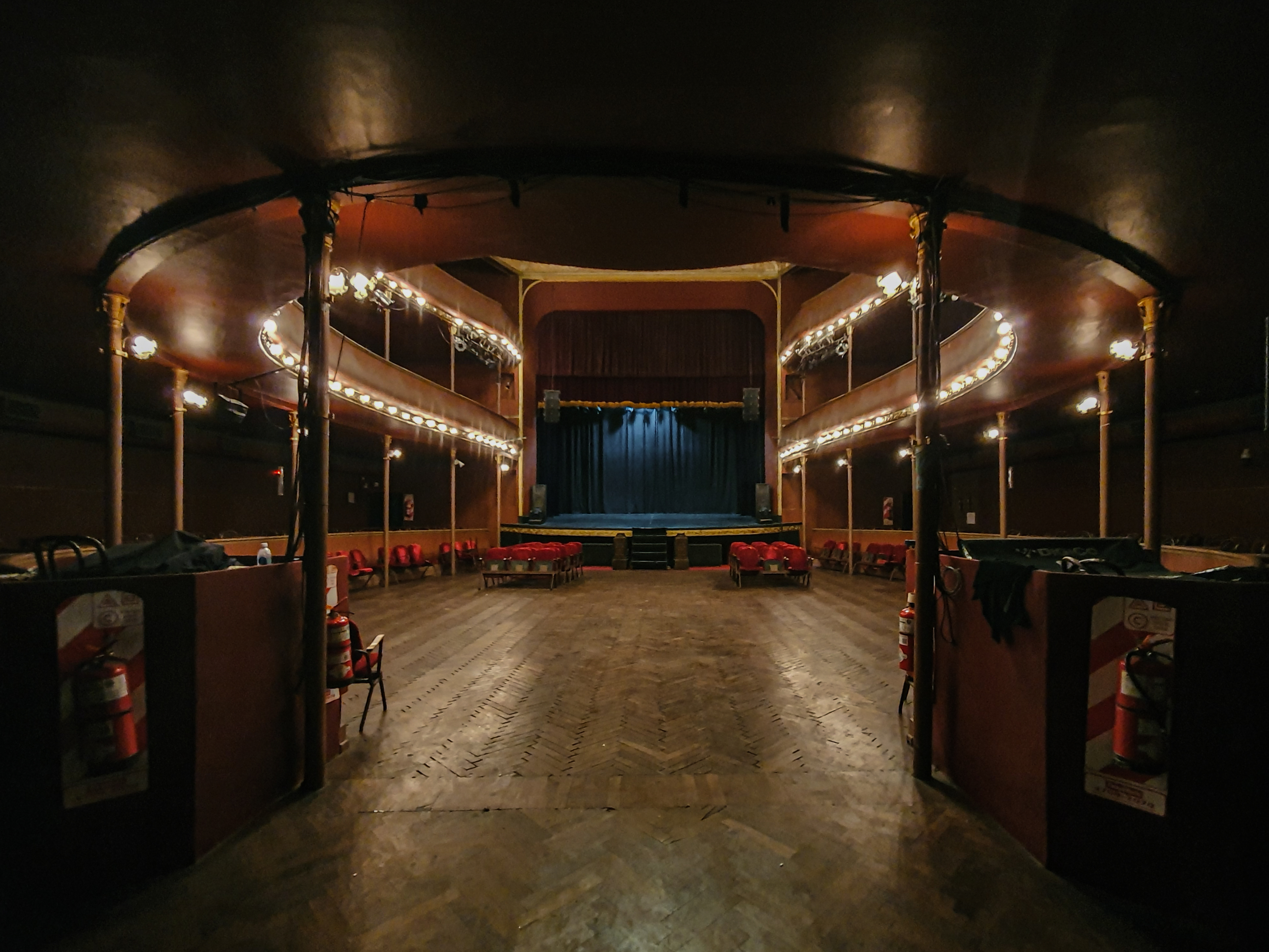
Sala del Teatro Margarita Xirgu, dentro del Casal de Catalunya

Accediendo al edificio, se encuentra la Biblioteca Pompeu Fabra, la secretaría, el salón de reuniones del consejo, el saló Gaudí destinado a exposiciones, conferencias y juegos de salón, el saló blanc (foyer de la sala teatral) y la sala del Teatro Margarita Xirgu, con capacidad para quinientas localidades entre la platea, palcos bajos y dos anfiteatros. A su lado funciona un restaurante con capacidad para 100 comensales.
Desde allí parte la escalera a los pisos superiores. En el primer piso funciona la sala-auditorio Àngel Guimerà, seguida por la sala Antoni Tàpies de exposiciones, la sala "Centenari" destinada a ensayos y muestras de danzas. La sala Joan Miró se utiliza para conciertos y eventuales exposiciones, y la sala Pau Casals es usada para brindar clases de catalán.
El resto de los pisos superiores está compuesto por viviendas y oficinas de alquiler.